# Équipe d'Andorre de rugby à XV
L'équipe d'Andorre de Rugby à XV rassemble les meilleurs joueurs d'Andorre. Elle représente le pays dans les compétitions internationales, notamment tous les ans dans le Championnat européen. L'équipe est gérée par la Fédération andorrane de rugby à XV.
Au 3 janvier 2022, l'Andorre occupe la 78e place au classement mondial World Rugby.

## Histoire

### Débuts
La Fédération andorrane de rugby à XV (FAR), qui a été la première Fédération andorrane d’un sport collectif, a été fondée en 1985. Deux ans plus tard, en 1987, l'Andorre est alignée dans la Division C du Championnat européen, avec la Bulgarie et le Luxembourg. Elle dispute le premier match de son histoire lors de cette compétition, battant le Luxembourg 22 à 3. Elle perd ensuite les 3 autres matchs qu'elle dispute durant ce championnat.

### Premiers exploits
Lors de l'édition suivante du Trophée européen FIRA, l'Andorre évolue à nouveau en Division C, avec la Yougoslavie et le Luxembourg. L'équipe réalise un sans-faute, battant successivement le Luxembourg et la Yougoslavie. L'équipe est promue en Division B pour la saison suivante. Lors de la saison 1990-1992, l'équipe gagne seulement un match (contre la Tunisie) et perd les 5 autre matchs du championnat. Elle termine donc dernière de son groupe. A la faveur d'un changement de format dans la division supérieure, l'Andorre dispute à nouveau la Division B la saison suivante. Elle gagne à nouveau un seul match (contre la République tchèque) sur les 7 matchs qu'elle dispute.
Lors de la saison 1995-1996, l'Andorre est engagée dans le groupe B2. Elle perd son match contre la Serbie, mais gagne celui contre la Bulgarie.
L’Andorre a fini première de son groupe dans le cadre du premier tour de qualification à la Coupe du monde de rugby 1999 avant de rencontrer le Portugal, l’Allemagne, la République tchèque et l’Espagne qui s’est finalement qualifiée. Pour la Coupe du monde de rugby 2007, l'équipe a réussi à passer les deux premiers tours préliminaires, elle se retrouve dans la poule A du 3e tour préliminaire avec Espagne, la Moldavie, les Pays-Bas et la Pologne. Avec 4 défaites, elle est éliminée à ce stade. L'équipe a été éliminée pour la Coupe du monde 2011 et 2015.
Au classement mondial de World Rugby, l'Andorre évolue entre la 52e place (atteinte le 30 mai 2005) et la 73e (où elle était en 2009).

## Bilan des matchs
Le tableau suivant dresse le bilan des matchs contre tous les adversaires de l'équipe d'Andorre, il est mis à jour au 17 septembre 2011, selon les stats de l'IRB.
| Adversaires        | Match | Victoire | Défaites | Nuls |
| ------------------ | ----- | -------- | -------- | ---- |
| Allemagne          | 1     | 0        | 1        | 0    |
| Arménie            | 3     | 1        | 2        | 0    |
| Autriche           | 2     | 2        | 0        | 0    |
| Bosnie-Herzégovine | 1     | 1        | 0        | 0    |
| Bulgarie           | 5     | 2        | 3        | 0    |
| Croatie            | 3     | 1        | 2        | 0    |
| Danemark           | 1     | 1        | 0        | 0    |
| Espagne            | 3     | 0        | 3        | 0    |
| Hongrie            | 4     | 3        | 1        | 0    |
| Israël             | 1     | 1        | 0        | 0    |
| Lettonie           | 1     | 0        | 1        | 0    |
| Lituanie           | 3     | 1        | 2        | 0    |
| Luxembourg         | 5     | 3        | 1        | 1    |
| Malte              | 2     | 1        | 1        | 0    |
| Maroc              | 1     | 0        | 1        | 0    |
| Moldavie           | 2     | 0        | 1        | 1    |
| Monaco             | 2     | 2        | 0        | 0    |
| Norvège            | 2     | 2        | 0        | 0    |
| Pays-Bas           | 3     | 0        | 3        | 0    |
| Pologne            | 3     | 0        | 3        | 0    |
| Portugal           | 3     | 0        | 3        | 0    |
| République tchèque | 3     | 1        | 2        | 0    |
| Serbie             | 3     | 2        | 1        | 0    |
| Slovénie           | 4     | 2        | 2        | 0    |
| Suède              | 5     | 3        | 2        | 0    |
| Suisse             | 6     | 1        | 5        | 0    |
| Tunisie            | 1     | 1        | 0        | 0    |
| Yougoslavie        | 4     | 2        | 2        | 0    |

## Palmarès
- Coupe du monde
  - 1987 : non invitée
  - 1991 : non qualifiée
  - 1995 : non qualifiée
  - 1999 : non qualifiée
  - 2003 : non qualifiée
  - 2007 : non qualifiée
  - 2011 : non qualifiée
  - 2015 : non qualifiée

### Historique en championnat d'Europe
| Année     | Division                                                                    | Place                                                                       |
| --------- | --------------------------------------------------------------------------- | --------------------------------------------------------------------------- |
| 1987-1989 | Division C                                                                  | 2e                                                                          |
| 1990      | Division C                                                                  | 1re                                                                         |
| 1990-1992 | Division B2                                                                 | 4e                                                                          |
| 1992-1994 | Division B1                                                                 | 4e                                                                          |
| 1995-1996 | Division B2                                                                 | 2e                                                                          |
| 1996-1997 |                                                                             | Np.                                                                         |
| 1998-1999 | Pas de tournoi de niveau - phase de qualifications à la coupe du monde 1999 | Pas de tournoi de niveau - phase de qualifications à la coupe du monde 1999 |
| 1999-2000 | Division D1                                                                 | 2e                                                                          |
| 2000-2002 | Division C1                                                                 | 4e                                                                          |
| 2002-2004 | Division 3A                                                                 | 5e                                                                          |
| 2004-2006 | Tour 3 - Poule A                                                            | 5e                                                                          |
| 2006-2008 | Division 2B                                                                 | 5e                                                                          |
| 2008-2010 | Division 3A                                                                 | 4e                                                                          |
| 2010-2012 | Division 2B                                                                 | 2e                                                                          |
| 2012-2014 | Division 2B                                                                 | 3e                                                                          |
| 2014-2016 | Division 2B                                                                 | 3e                                                                          |
| 2016-2017 | Conférence 1 Sud                                                            | 4e                                                                          |
| 2017-2018 | Conférence 1 Sud                                                            | 5e                                                                          |
| 2018-2019 | Conférence 2 Sud                                                            | 4e                                                                          |
| 2019-2020 | Conférence 2 Sud                                                            | 3e                                                                          |

## Joueurs emblématiques
- Toni Coma, deuxième ligne, né en 1975, joue à Lavaur (fédérale 1 - France).
- Roger Font, capitaine.
- Les frères Taurinya (Maxime et Benjamin) passant par les Crabos, Reichel et espoirs de Narbonne pour le premier, évoluant en Reichel au RCNM (Narbonne), Usap (Perpignan) et SCLC (Leucate) pour le second.

## Liste des entraîneurs
- Jeannot Martinho